# Roztropice

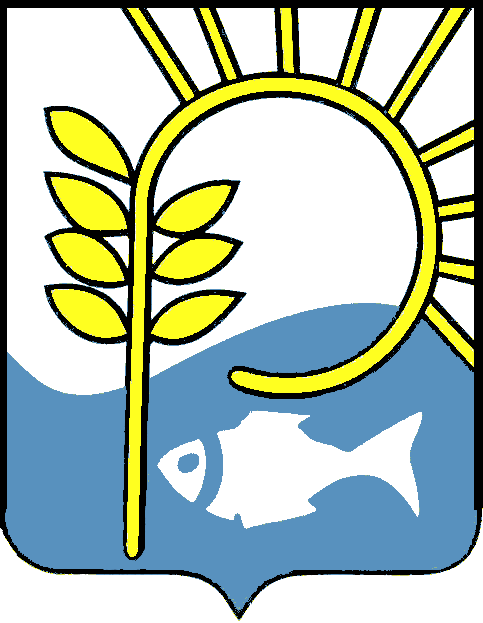
Nieoficjalny herb wsi Roztropice

Roztropice (niem. Rostropitz) – wieś w Polsce położona w województwie śląskim, w powiecie bielskim, w gminie Jasienica, na Śląsku Cieszyńskim. Powierzchnia sołectwa wynosi 576,1 ha, a liczba ludności 719, co daje gęstość zaludnienia równą 124,8 os./km².

## Historia
Miejscowość po raz pierwszy wzmiankowana została w łacińskim dokumencie Liber fundationis episcopatus Vratislaviensis (pol. Księga uposażeń biskupstwa wrocławskiego), spisanej za czasów biskupa Henryka z Wierzbna ok. 1305 w szeregu wsi zobowiązanych do płacenia dziesięciny biskupstwu we Wrocławiu, w postaci item in Rotropiz. Zapis ten (brak określenia liczby łanów, z których będzie płacony podatek) wskazuje, że wieś była w początkowej fazie powstawania (na tzw. surowym korzeniu), co wiąże się z przeprowadzaną pod koniec XIII wieku na terytorium późniejszego Górnego Śląska wielką akcją osadniczą (tzw. łanowo-czynszową). Wieś politycznie znajdowała się wówczas w granicach utworzonego w 1290 piastowskiego (polskiego) księstwa cieszyńskiego, będącego od 1327 lennem Królestwa Czech, a od 1526 roku w wyniku objęcia tronu czeskiego przez Habsburgów wraz z regionem aż do 1918 roku w monarchii Habsburgów (potocznie Austrii).
Według austriackiego spisu ludności z 1900 w 61 budynkach w Roztropicach na obszarze 575 hektarów mieszkało 432 osób, co dawało gęstość zaludnienia równą 75,1 os./km². z tego 327 (75,7%) mieszkańców było katolikami, 96 (22,2%) ewangelikami a 9 (2,1%) wyznawcami judaizmu, 417 (96,5%) było polsko- a 9 (2,1%) niemieckojęzycznymi. Do 1910 roku liczba mieszkańców wzrosła do 441 osób, z czego 340 (77,1%) było katolikami, 98 (22,2%) ewangelikami a 3 żydami, 433 (98,2%) polsko- a 8 (1,8%) niemieckojęzycznymi.
W latach 1975–1998 miejscowość położona była w województwie bielskim.

## Religia
W miejscowości znajduje się rzymskokatolicka kapliczka pw. Najświętszego Serca Pana Jezusa znajdująca się w granicach parafii św. Mikołaja w Pierśćcu.

## Urodzeni w Roztropicach
- Maria Wardasówna – polska powieściopisarka
- Leopold Tajner – polski sportowiec